# Grand Prix Formule 1 van Zuid-Afrika 1968
De Grand Prix Formule 1 van Zuid-Afrika 1968 werd gehouden op 1 januari op het Kyalami Grand Prix Circuit in Midrand. Het was de eerste race van het seizoen. 

## Uitslag
| Pos. | Nr. | Coureur              | Constructeur    | Rondes | Tijd / Oorzaak uitval | Grid | Punten |
| ---- | --- | -------------------- | --------------- | ------ | --------------------- | ---- | ------ |
| 1    | 4   | Jim Clark            | Lotus-Ford      | 80     | 1:53:56.6             | 1    | 9      |
| 2    | 5   | Graham Hill          | Lotus-Ford      | 80     | + 25.3                | 2    | 6      |
| 3    | 3   | Jochen Rindt         | Brabham-Repco   | 80     | + 30.4                | 4    | 4      |
| 4    | 8   | Chris Amon           | Ferrari         | 78     | + 2 Rondes            | 8    | 3      |
| 5    | 1   | Denny Hulme          | McLaren-BRM     | 78     | + 2 Rondes            | 9    | 2      |
| 6    | 21  | Jean-Pierre Beltoise | Matra-Ford      | 77     | + 3 Rondes            | 18   | 1      |
| 7    | 19  | Jo Siffert           | Cooper-Maserati | 77     | + 3 Rondes            | 16   |        |
| 8    | 7   | John Surtees         | Honda           | 75     | + 5 Rondes            | 6    |        |
| 9    | 17  | John Love            | Brabham-Repco   | 75     | + 5 Rondes            | 17   |        |
| NC   | 23  | Jackie Pretorius     | Brabham-Climax  | 71     | Niet geklasseerd      | 23   |        |
| NF   | 6   | Dan Gurney           | Eagle-Weslake   | 58     | Olielek               | 12   |        |
| NF   | 9   | Jacky Ickx           | Ferrari         | 51     | Olielek               | 11   |        |
| NF   | 20  | Jo Bonnier           | Cooper-Maserati | 46     | Oververhitting        | 19   |        |
| NF   | 16  | Jackie Stewart       | Matra-Ford      | 43     | Motor                 | 3    |        |
| NF   | 18  | Sam Tingle           | LDS-Repco       | 35     | Oververhitting        | 22   |        |
| NF   | 25  | Basil van Rooyen     | Cooper-Climax   | 22     | Motor                 | 20   |        |
| NF   | 11  | Pedro Rodriguez      | BRM             | 20     | Benzinesysteem        | 10   |        |
| NF   | 2   | Jack Brabham         | Brabham-Repco   | 16     | Motor                 | 5    |        |
| NF   | 10  | Andrea de Adamich    | Ferrari         | 13     | Ongeluk               | 7    |        |
| NF   | 12  | Mike Spence          | BRM             | 7      | Benzinesysteem        | 13   |        |
| NF   | 14  | Brian Redman         | Cooper-Maserati | 4      | Olielek               | 21   |        |
| NF   | 22  | Dave Charlton        | Brabham-Repco   | 3      | Differentieel         | 14   |        |
| NF   | 15  | Ludovico Scarfiotti  | Cooper-BRM      | 2      | Waterpijp             | 15   |        |

## Statistieken
| Pole-position | Jim Clark | Lotus-Ford | 1:21.6 |
| Snelste ronde | Jim Clark | Lotus-Ford | 1:23.7 |

## Noot
- Dit was het debuut van de Italiaanse coureur Andrea de Adamich en de Zuid-Afrikaanse coureur Basil van Rooyen.
- Vijfde Grand Prix-start voor een coureur uit Rhodesië.
- Dit was de derde overwinning van de Grote Prijs van Zuid-Afrika voor Jim Clark. Hiermee verbeterde hij zijn bestaande record als meest succesvolle coureur in Zuid-Afrika.
- Dit was de 25ste Grand Prix-winst voor Jim Clark en hiermee vestigde hij een nieuw record. Hij verbrak het oude record van Juan Manuel Fangio (24), gevestigd tijdens de Grote Prijs van Duitsland van 1957.

1960 · 1960 II · 1961 · 1962 · 1963 · 1965 · 1966 · 1967 · 1968 · 1969 · 1970 · 1971 · 1972 · 1973 · 1974 · 1975 · 1976 · 1977 · 1978 · 1979 · 1980 · 1981 · 1982 · 1983 · 1984 · 1985 · 1992 · 1993